# 大亨 (電視劇)
《大亨》（英語：Vanity Fair）是香港電視廣播有限公司製作的時裝長篇劇集，全劇共85集。本劇部份場景遠赴日本北海道拍攝。

## 重播
此劇曾經於1980年在翡翠台重播。加拿大新時代電視一台從2020年4月起重播，是該劇首播42年後十度重播。

## 簡介
六、七十年代的香港在經濟上高速增長，是一個處處充滿機遇的地方，而《大亨》正是一部反映這個年代的社會動態的大型寫實劇，觀眾除了可藉著欣賞三位男主角在社會力爭上游的故事，了解當年社會境況及體會香港人的「拚搏」精神，掀起集體回憶，更可欣賞鄭少秋、趙雅芝及繆騫人等好戲之人的演出，而其中負責執導此劇的亦包括後來成為著名電影導演的徐克。此劇是無線首套以主角個人成長最後成為富豪的長劇，與早前的三部長劇以復仇為主線的長劇與別不同。

## 故事大綱
徐紹良自小隨父親在「紅船」出入，醉心演戲，後被父親送到香港發展，寄居於世叔家中，受盡欺凌。良為出人頭地，在戲班、影圈不斷打滾，為了個人利益，不擇手段。
李華強自小寄人籬下，性格獨立，不喜依靠別人。畢業後，強到戲院工作，夜間繼續進修，誓要出人頭地。
康炳仁出身勞苦大眾，為人老實。在戲院門外擺賣零食，因而認識紹良及華強，並結成好友。三人雖背景不同，但奮鬥目標一致，最後終成為上流社會的大亨。

## 演員表
- 鄭少秋 飾 徐紹良
- 劉松仁 飾 朱樂文
- 林偉圖 飾 李華強
- 盧海鵬 飾 康炳仁
- 趙雅芝 飾 朱敏芝
- 關海山 飾 朱一軒
- 容惠雯 飾 賀幽菊
- 蘇杏璇 飾 賀幽蘭
- 陳比莉 飾 夏鳳
- 梁淑卿 飾 李媽
- 鄧碧雲 飾 王安娜
- 李司棋 飾 王玫
- 周潤發 飾 孔保羅（Paul）
- 陳玉蓮 飾 王美美（Mi Mi）
- 石堅 飾 孔擎天
- 苗金鳳 飾 孔太（Tina）
- 莊文清 飾 鍾倩玲
- 葉夏利 飾 鍾樹森
- 劉丹 飾 莫洪
- 金雷 飾 何玉霜
- 徐新義 飾 徐紹良父親
- 羅蘭 飾 賀幽菊幽蘭母親
- 金興賢 飾 羅西蒙（Simon）
- 劉雅英 飾 曾珍珠
- 余家倫 飾 沙羅拔（Robert）
- 繆騫人 飾 彭淑美（K）
- 盧少慈 飾 白莉莉（Lily）
- 張武孝 飾 阿John
- 鄭麗芳 飾 李小霞
- 趙小山 飾 林文孝
- 江毅 飾 文揚
- 陳麗卿 飾 師母
- 鍾志強 飾 歐根
- 吳桐 飾 馬爺
- 余慕蓮 飾 紅姐
- 蕭鍵鏗 飾 松下導演
- 陳良忠 飾 高一平
- 上官玉 飾 高太
- 馮碧儀 飾 高一平情婦
- 歐陽莎菲 飾 吳太
- 江濤 飾 梁開
- 關聰 飾 白永光
- 余綺霞 飾 白永光太太
- 何家慧 飾 田蘇茜（Susie）
- 江文聲 飾 白玉郎
- 梁小玲 飾 白太
- 夏雨 飾 魔術師
- 呂良偉 飾 記者
- 甘國亮 飾 王彼得

## 宣傳海報
當年梁醒波提起一張揮春，上面寫上「1978年無線豪華滿漢全席」，此劇成為當年唯一一道「首播自製劇集」的菜式。